# Nephrotoma chapini
Nephrotoma chapini är en tvåvingeart. Nephrotoma chapini ingår i släktet Nephrotoma och familjen storharkrankar.

## Underarter
Arten delas in i följande underarter:
- N. c. chapini
- N. c. pattersoni